# Lamprosema junctithyralis
Lamprosema junctithyralis là một loài bướm đêm trong họ Crambidae.